# NGC 3944
NGC 3944 este o galaxie lenticulară situată în constelația Leul. A fost descoperită în 6 aprilie 1785 de către William Herschel. Se află la o distanță de 55,85 de megaparseci de Pământ.